# Inakadate
Inakadate (田舎館村; Inakadate-mura) és una vila del Japó situada a la prefectura d'Aomori.